# ダイトク
株式会社ダイトク（英: DAITOKU Co.,Ltd.）は、埼玉県川口市に本社を置くLED照明制作、販売会社。

## 概要
1994年9月に創業、当初は駐車場不足問題へのソリューションとしてインフラを支える「機械式立体駐車場の据え付け保守管理業務」で事業を開始した。2007年には温暖化、省エネ問題へのソリューションとして「施設向け大型LED照明」の事業を、2011年には防犯、犯罪抑止、事件の早期解決へのソリューションとして「セキュリティシステム」 の事業を開始。
物を企画、設計、製造、販売、アフターケア、保守管理業務など一貫したサービス体制を構築。
LED照明ブランド「エコーディア」やセキュリティカメラブランド「グランシールド」などの自社ブランドも立ち上げている。

2024年4月 足利銀行から地域経済の発展、ならびに地域経済の活性化の主旨の私募債を受託

2024年9月29日、設立30周年を迎える。
理念
第一に、「お客様」があってこそ、
第二に、「社員」があってこそ、
第三に、「社会への貢献」があってこそ、
顧客のため、社員のため、そして会社のため

## 事業内容
ライティング事業
- 産業用 LED 照明器具の設計・開発・製造・販売

セキュアシステム事業
- ホームセキュリティ製品の企画・販売・卸
- 監視カメラの設計・販売・卸
- セキュリティシステムの開発

メカニカル事業
- 立体駐車場の保守・施工・管理業務
- 同付帯設備の保守・施工
- 24時間対応各種メンテナンス
- 電気工事の施工・監理企業沿革

マリン事業部
- マリンアクティビティ、電動モビリティーの開発・製造・販売

## 沿革
- 1994年9月29日 - 有限会社ダイトク、栃木県佐野市に設立。機械式駐車場設備の保守点検請負事業開始。
- 1996年
  - 5月 - 埼玉県川口市に移転。
  - 12月 - 24時間対応緊急出向サービス体制確立、サー ビス開始。
- 2001年9月 - 保守点検契約機械台数が1万台を突破。
- 2002年6月 - 東京営業所設置。
- 2004年12月 - 建設業許可取得（機械器具設置工事業）。
- 2005年4月 - 所沢営業所設置。
- 2006年8月 - 保守点検契約機械台数が2万台を突破。
- 2007年5月 - 有限会社から株式会社へ組織変更。
- 2008年
  - 7月 - 本社を埼玉県鳩ヶ谷市(現:埼玉県川口市)に移転。
  - 12月 - 新規事業としてLED照明器具の販売開始。
- 2009年
  - 1月 - 保守点検契約機械台数が2万4000台を突破。
  - 3月 - 本社内に、LED研究試験室を設置。
  - 7月 - 本社内に、LED 照明ショールームを設置。
  - 10月 - 資本金を1,000万円に増資。建設業許可取得（電機工事業）川口営業所設置。
  - 11月 - 自社ブランド「エコーディア」販売開始。
- 2010年4月 - 保守点検契約機械台数が2万5000台を突破。
  - 8月 - 「エコーディア」商標登録。
  - 12月 - ネット販売事業進出。
- 2011年
  - 1月 - 「彩の国ビジネスアリーナ2011」に出展。
  - 2月 - グリーン購入法特定調達物品情報提供システム事業者登録。
  - 3月 - 埼玉県経営革新計画承認を取得。
  - 10月 - 産業廃棄物収集運搬業許可取得。
  - 11月 - 本社内に、生産ラインを敷設。
- 2012年
  - 4月 - 埼玉県 県産品認定（LED工場灯、LED投光器、LED大型投光器）。
  - 6月 - 資本金を1,500万円に増資。
  - 10月 - LED推進協議会入会。
- 2013年
  - 1月 - 川口i-monoブランドに認定[注 1]。
  - 5月 - 埼玉県県産品認定（LED看板灯）。意匠登録取得（部分意匠︓LED工場灯のポリカーボネートリフレクター）
  - 12月 - 特許庁知財ポータルサイトの支援事例に全国初案件として掲載。「KAGUYA」プロジェクト︓特殊用途カメラユビキタスセキュリティの切り口としての誰もが使える路上防犯カメラの開発市場調査に着手。
- 2014年
  - 1月 - 特殊用途セキュリティカメラの開発に着手。
  - 2月 - Wi-Fi direct、アドホック通信技術研究プロジェクト発足。SPD（サージプロテクティブデバイス）の開発に着手。
  - 3月 - 電波時計の機能拡張開発プロジェクト発足。
  - 6月 - 防犯設備士取得（1名）。LED新機種 LED投光器（Fシリーズ）ハイパワー投光器（Oシリーズ）を発売。
  - 8月 - 日本防犯設備協会加入。
  - 9月 - 超暗視・360度パノラマ画像補正、デワープ機能開発に着手。
- 2015年
  - 2月 - 埼玉県先端産業創造に向けた産学官交流会に参加。
  - 7月 - ホームセキュリティ「スマートポールエア」発売。ジョイフル本田、ケーヨーD2へ導入。
  - 8月 - ホームセキュリティ「ラディアント40」発売。ジョイフル本田へ導入。県産品フェアに出展。
  - 9月 - LED投光器 F210シリーズ PCT 国際実用新案登録。「Light Tool」ソフト導入により光学レンズ設計に対応。
  - 10月 - 市産品フェアに出展。彩の国工場に指定。
  - 11月 - LED投光器 F200シリーズ PCT 国際実用新案登録。ものづくり補助金の採択を受けて魚眼レンズのビューアーソフトウエア開発に着手。
- 2016年
  - 1月 - P2Pカメラ技術の調査・開発に着手。彩の国ビジネスアリーナ2016に出展[6]。
  - 2月 - セキュリティカメラブランド「GLANSHIELD」を発起。先端産業創造産学官交流会に参加。
  - 3月 - ダーファ・テクノロジーとの意見交換会。
  - 4月 - 3Dプリンター導入により設計プロトデザインの迅速化。
  - 5月 - LED天井吊り下げ灯（コンペイトウ）意匠登録出願。施設セキュリティカメラGLANSHIELD AHDシリーズを発売。
  - 6月 - 日本防犯設備協会30周年記念祝賀会に出席。
  - 7月 - Wi-Fiモデル3機種の電波法、技適工事設計承認取得。
  - 8月 - ホームセキュリティカメラアプリ「Dive-y」、「Suma Cam」、「Smat Pole」を発売。
  - 9月 - IHI運搬機械株式会社との業務スタート。マイナス50度での耐環境仕様照明の点灯制御回路、筐体の開発に着手。
  - 10月 - 川口市産品フェアに出展。P2Pホームセキュリティカメラ「スマ見えCam」発売。
  - 11月 - LED天井吊り下げ灯（コンペイトウ）意匠登録。
  - 12月 - スイッチレスウェアラブルカメラの「スイッチャ」の販売開始。
- 2017年
  - 1月 - トレイルカメラ「Radiant40」を商標登録出願。電球みたいな360度・Wi-Fi防犯カメラ「Dive-y360、180」発売[7]。[注 2]。P2P ホームセキュリティカメラ「スマ見え Cam」、「Dive-y」を商標登録出願。セキュリティカメラブランド「GLANSHIELD」を商標登録出願。TBSテレビ「NEWSな2人」にてホビーカメラロケ協力・放送。
  - 2月 - フジテレビ「めざましテレビ」にてDive-y360の取材・放送。防犯カメラ付街路灯「KAGUYA」特許審査請求（関連3件）。
  - 3月 - MH-252シリーズの発売。22,000lmを達成したアーム付き防水仕様。
  - 4月 - 新OH-12xシリーズの発売。寒冷地仕様や初期照度補正等に対応。FLCシリーズの発売。
  - 5月 - 丸型フランジにもチェーン吊り下げにも簡単取付けできるインテリジェントホルダ登場。
  - 6月 - スイッチ無し、超軽量38mmの自転車用カメラ「Switcha!」販売開始[8]。
  - 12月 - 超低温電源開発着手。-60℃以下で安定動作可能なLEDドライバーの開発。発熱と電力を抑えた、200lm/W超の高効率省電力高天井灯の開発着手。
- 2018年
  - 3月 - 業務拡張に伴い#大阪営業所を開設。
  - 5月 - トレイルカメラ「ラディアント2K」、ホームWi-Fiカメラ「ダイビーロボ2K」を発売[9]。MH-211シリーズを発売。65Wに省電力化したアーム付き防水仕様。ホームカメラ 「Radiant-mini」を発売。
  - 6月 - ホームWi-Fiカメラ「Dive-yスマイル180」発売[10]。
  - 8月 - 「JAPAN DIY HOMECENTER SHOW2018」に出展。
  - 9月 - FH-25xシリーズをダイトク初の耐震・耐油に対応。
  - 10月 - MH-501シリーズを発売。業界初205lm/W。
  - 11月 - Wi-Fiドアホン「留守でもピンポン」を発売[11]。
  - 12月 - OH-12xシリーズに従来の5000K版に加えスキー場の安全確保向けアンバー色を追加。MH501シリーズ最新2機種が発売。発光効率の高さで小型化を実現。
- 2019年
  - 1月 - 「NHKニュースおはよう日本」まちかど情報室で「留守でもピンポン」の取材・放送。MH-313シリーズ発売。従来モデルの28,580lmから35,500lmに向上。
  - 2月 - Dive-yCall2K、「Dive-yWiFi屋外バレットカメラ」を発売。
  - 4月 - Dive-yCall2Kとヘルプマークタイアップ広告出稿、都営浅草線・都営大江戸線運行開始。
  - 5月 - モバイルバッテリー「煌 kirameki」シリーズ“令和”を発売[12]。玄関用センサーライト×防犯カメラ「ダイビーミニシーリング360」を発売[13]。
  - 7月 - センサー付き自動つま楊枝ディスペンサー「つま楊枝献上」を発売[14]。
  - 8月 - データをクラウド保存が可能な壁掛けでも使えるWi-Fiカメラ「ダイビークラウド・アイ」を発売。MH-502を発売。MH-50xシリーズに33,150lmの160W版を追加。業界記録更新206lm/W。
  - 9月 - FH-25xシリーズを従来モデルの135lm/Wから176lm/W以上に向上。MH-263発売。従来モデルの22,000lmから30,790lmへ高発光率化により向上。
  - 11月 - 屋外防犯カメラ「ダイビーボットアイ」を11月22日に発売[15][16]。自動追尾クラウド対応カメラ。FH-254s-40W-3500Kを川口市役所新庁舎納入。
- 2020年
  - 1月 - テレビ東京『WBS』トレンドたまごのコーナーで「ダイビーボットアイ」が紹介[15]。
  - 6月 - Wi-Fiソーラーバレットカメラ「Eco-eye 01」を発売[17][18]。
  - 7月 - 「Thermo-AI (サーモ・アイ) 顔熱」をレンタル・発売[19]。「Dive-y ビームアイ」を発売[20][21]。
  - 8月 - ミニセンサーライトカメラ「Dive-y Beam Eye Wink(ダイビービームアイウインク)」を発売[22]。
  - 6月 - 次世代型の多機能扇風機「AF-1」を発売しモニター募集
  - 12月 - 電動バイク「Pvo」をMakuakeで先行販売。最終目的達成率3140％達成
- 2022年
  - 1月 「人感センサー＋リモコン調色」が可能な屋外センサーライト発売
  - 2月　クリップ式センサーソーラーライト「クリップオン」をMakuakeで先行予約販売
  - 3月　センサー式つまようじディスペンサー「つまようじ献上2」の先行予約販売をMakuakeにて開始
  - 7月　ソーラーパネル一体・分離両用型防犯カメラ「エコアイ02SE」をMakuakeサイトにて先行予約販売
  - 8月
- 2023年
  - 6月　多機能扇風機「AF-1」モニター募集　
  - 12月　3WAY電動バイク「PVO(ピーボ)」を Makuakeサイトにて先行予約販売
- 2024年
  - 4月　ソーラー防犯カメラ「ディフェンダーPT4G-301」 　Makuakeでの先行予約販売

## 製品

### セキュアシステム
- Dive-y 360（360°Wi-Fi電球型カメラ）[7]
- Dive-y 180（180°Wi-Fiカメラ）
- ラディアント40（赤外線トレイルカメラ）
- Smart Pole IR（WiFiホームカメラ）
- スマ見えCAMrobo（Wi-Fiホームカメラ）
- スマ見えCAM（屋外用Wi-Fiホームカメラ）
- Switcha!（スイッチレスアクションカメラ）[8]
- CAMSOY（スポーツカメラ）
- Thermo-AI (サーモ・アイ) 顔熱[24]

### LED照明
- LED投光器・高天井灯
  - 水銀灯代替製品
  - メタハラ代替製品
- LEDハイパワー投光器
- LED蛍光灯

### 防犯カメラ・ホームセキュリティ
- Dive-yビームアイ・ウィンク[22]
- Dive-yビームアイ[20]
- Eco-eye 01（エコ・アイ 01）[17]
- ダイビーボットアイ[15]
- トラストファイヤー18650リチウムイオン充電池3400mAh
- バッテリー付きソーラーパネル
- Dive-y クラウド・アイ
- Dive-yミニシーリング360[27]
- つま楊枝献上[14]
- ダイビーWiFi屋外バレットカメラ
- ダイビーコール2K
- 留守でもピンポン[11]
- ラディアントミニ
- ラディアント2K[28]
- ダイビーロボ2K[9]
- ダイビースマイル180[10]

## 展開する店舗

### 大阪営業所
- 〒541-0047
- 大阪市中央区淡路町1-3-7 キタデビル503
- TEL 06-6121-6246　FAX 06-6121-6947

## 番組出演
- NEWSな2人（2017年2月7日、TBSテレビ）[29]
- めざましテレビ（2017年2月22日、フジテレビ）[29]
- 朝生ワイド す・またん!(2017年11月8日、読売テレビ)[29]
- NHKニュースおはよう日本（2019年1月23日、NHK総合）
- WBS（2020年1月、テレビ東京）[15]